# Landhuizen van Curaçao

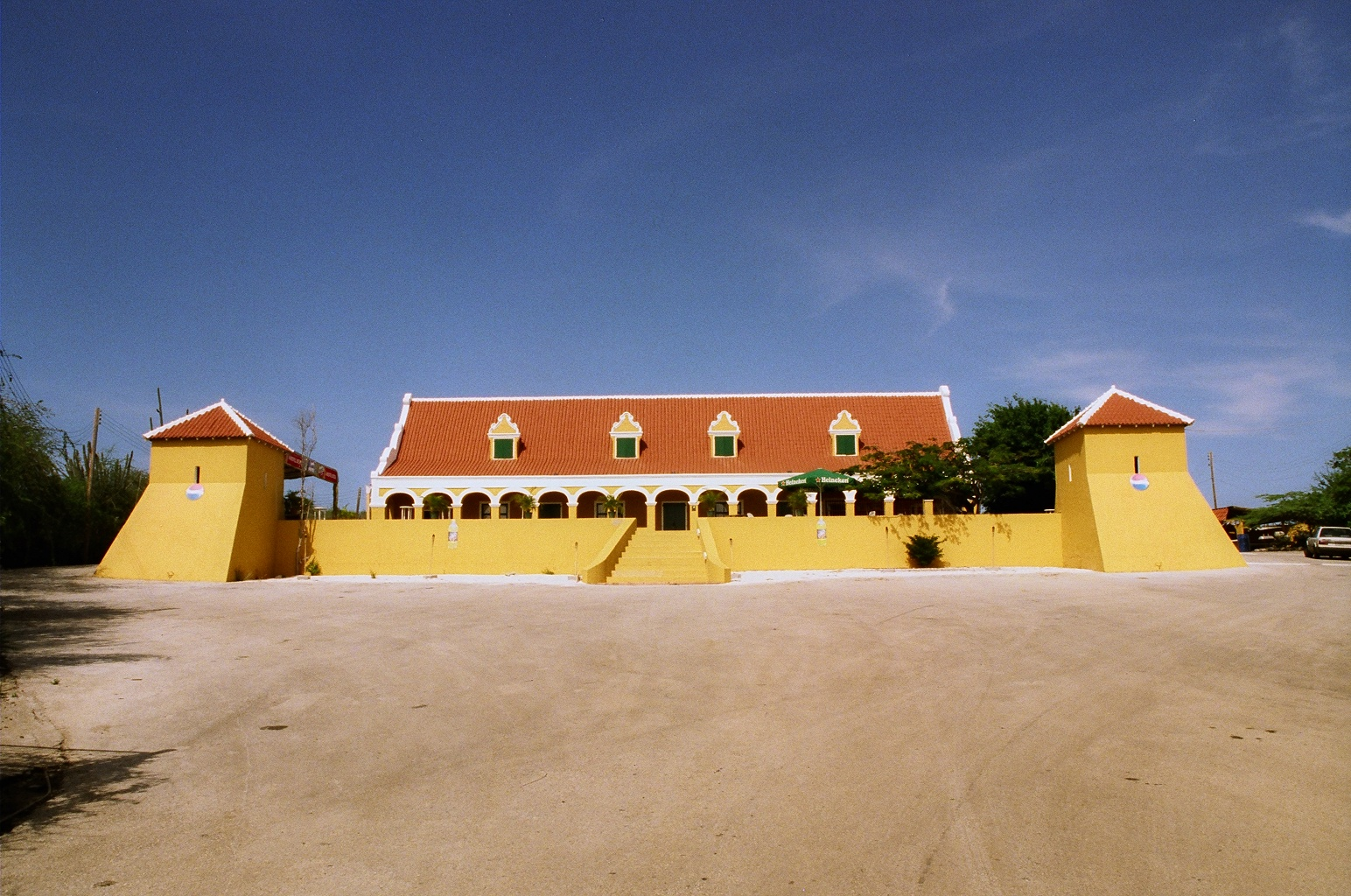
Landhuis Brievengat, het grootste landhuis van Curaçao. Voor de verdediging werd het omringd door een verhoogd terras.

De landhuizen van Curaçao (Papiaments:  lánthùis of ook wel kas di shon (het huis van de heer) of kas grandi (het grote huis)), waren de hoofdgebouwen van de plantages van het eiland. Ze dateren van de 17e tot en met de 19e eeuw en waren -op enkele uitzonderingen na- geïnspireerd op de Hollandse boerderijen. 
Door hun unieke koloniale architectuur en de verbondenheid met de geschiedenis vormen de landhuizen een belangrijk cultureel erfgoed van het eiland. De huizen worden in Nederland ook wel plantagehuis genoemd maar deze term wordt op Curaçao nauwelijks gebruikt. 

## Plantages
Na de verovering van Curaçao door de Nederlandse WIC in 1634, gaf de WIC opdracht tot de aanleg van de plantages voor de verzorging van haar schepen. Al vrij snel gingen deze plantages over in particuliere handen. Om zichzelf en zijn familie te kunnen huisvesten bouwde de eigenaar (de shon) een huis in Nederlandse stijl, dat werd aangepast aan de omstandigheden op Curaçao.
Op de plantages werd landbouw en veeteelt bedreven. Het klimaat was niet erg gunstig maar er werd suikerriet, pinda’s, maïs, kokosnoten, koffie en verschillende soorten fruit verbouwd. Ook waren er plantages gevestigd bij de verschillende zoutpannen waar zout werd gewonnen.
Het werk op de plantages werd door slaven gedaan. Na de afschaffing van de slavernij in 1863 kwamen de plantages dan ook in de problemen, wat tot het verval van de landhuizen leidde. Ooit stonden er zo’n 160 landhuizen verspreid over Curaçao waarvan er nog 78 intact zijn. Een groot aantal is opgeknapt en heeft een nieuwe bestemmingen gekregen, als woning, restaurant, likeurbrouwerij of hotel.

## Bouwstijl

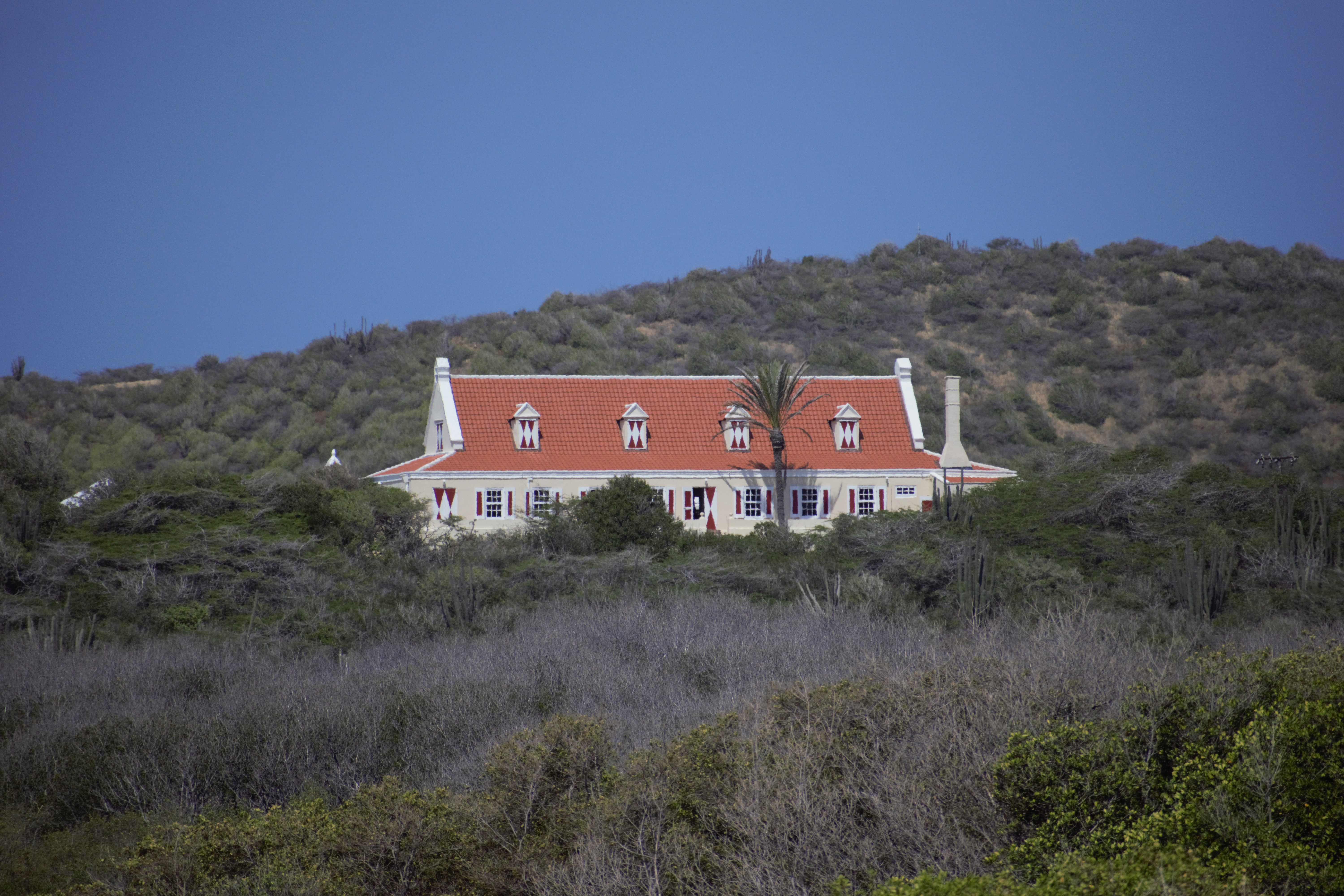
Landhuis Ascencion

Veel plantagehuizen werden op hoger gelegen terrein gebouwd. Dit had een aantal voordelen. Zo kon de shon zijn plantage goed overzien. Ook kon de passaatwind door het huis waaien en zo optimaal voor verkoeling zorgen. Een ander belangrijk aspect was dat dat door de ligging op een heuvel communicatie met andere plantagehuizen mogelijk was. De shon bleef zo op de hoogte van de aankomst en het vertrek van schepen en uiteraard van alle familieomstandigheden van zijn buren. In geval van gevaar, bijvoorbeeld bij een opstand, was het hoger gelegen huis beter te verdedigen en kon hulp van andere plantages worden gevraagd door een brandende fakkel te tonen. Deze werd vaak hoog door een gat in de muur (het oog genaamd) gestoken. Enkele huizen hebben een hoog omliggend terras met torens op de hoeken.
De landhuizen werden bijna allemaal in de Hollandse boerderijstijl gebouwd, soms met classicistische elementen. Door een hoog zadeldak kon het schaarse regenwater worden opgevangen. Als bouwmateriaal werd versteend koraal gebruikt. Oorspronkelijk waren de huizen wit maar na een wet uit 1817 moesten de huizen een andere kleur krijgen. Dat was bijna altijd de kleur geel. Om de vliegen in de war te brengen werden de keukens van binnen rood geverfd met witte stippen.
Op het terrein waren Kunukuhuisjes te vinden waarin de slaven werden ondergebracht. De opslagplaatsen op het terrein worden magasinas genoemd.

## Bekende landhuizen
Bekende landhuizen zijn:

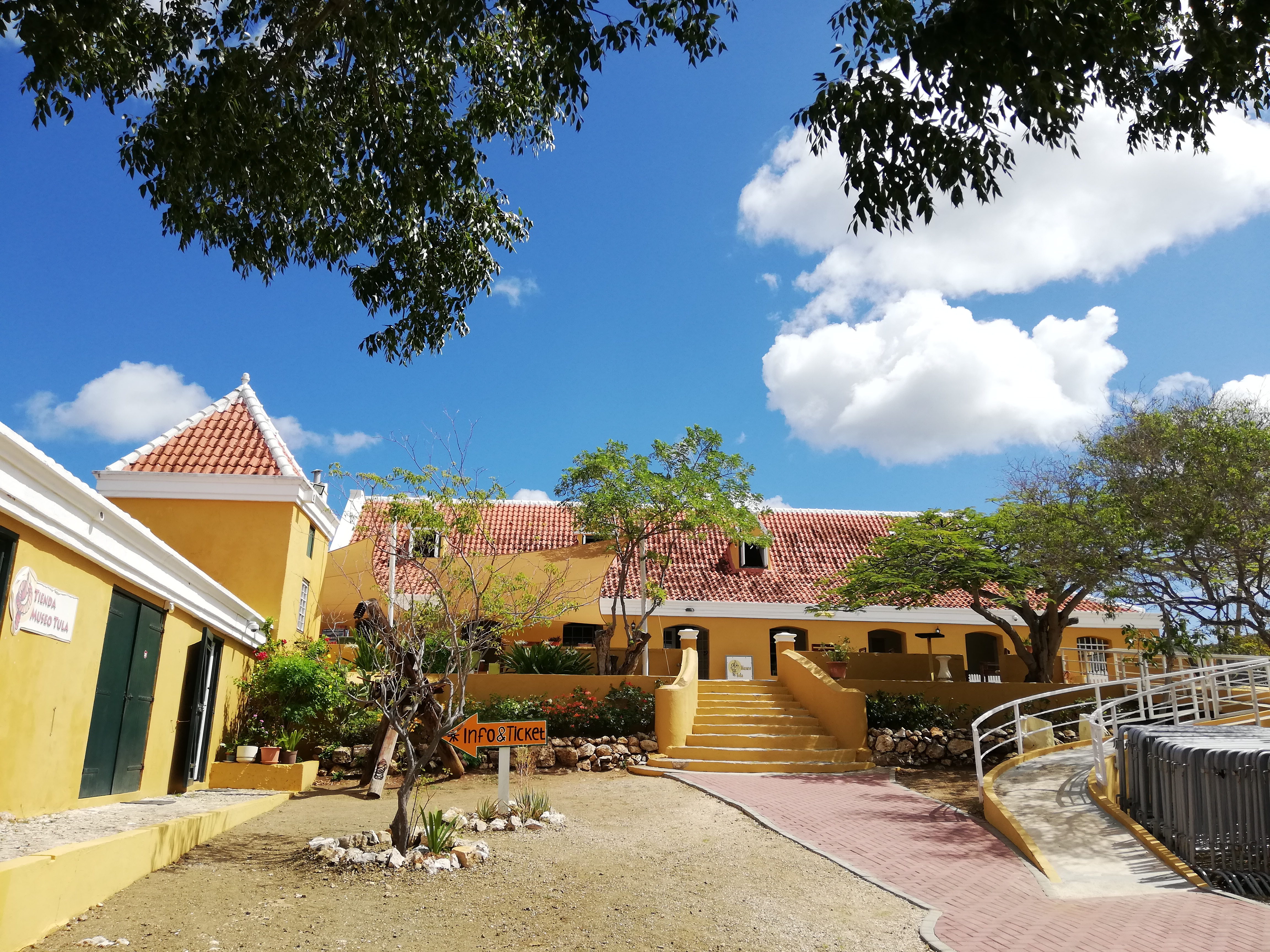
Landhuis Kenepa of Knip

- Landhuis Ascencion (Shienshoen), dat reeds in 1672 werd gebouwd.
- Landhuis Bloemhof (Nooit gedacht), gebouwd in Mediterrane stijl, was een waterplantage.
- Landhuis Brakkeput Mei Mei, nu een restaurant.
- Landhuis Brievengat, uit de 18e eeuw, is het grootste landhuis van het eiland en heeft aan de voorkant twee torens.
- Landhuis Chobolobo, een landhuis met een classicistische gevel. Dit huis stond oorspronkelijk in een zoutpan. Tegenwoordig wordt hier de beroemde Curaçaolikeur gestookt.
- Landhuis Daniel, oorspronkelijk een herberg.
- Landhuis Dokterstuin, gebouwd eind 17e eeuw, met een Creools restaurant.
- Landhuis Groot Davelaar wijkt in stijl af van de rest en is gebouwd in renaissancestijl.
- Landhuis Groot Santa Martha, 17e eeuw, zoutplantage, later suikerfabriek
- Landhuis Habaai, achtereenvolgens plantagewoning, kostschool/weeshuis en cultureel centrum.
- Landhuis Hato, waar de Curaçaose slavenopstand van 1750 plaatsvond. Het landhuis was tot 1792 in bezit van de West-Indische Compagnie en is in gebruik geweest als buitenverblijf van de directeur van de Compagnie, Isaac Faesch.
- Landhuis Jan Kock, nu de kunstgalerie van de lokale kunstenares Nena Sanchez.
- Landhuis Kenepa (of Knip), waar de Curaçaose slavenopstand van 1795 begon onder leiding van Tula. In het gebouw is sinds 2007 het Tula Museum gevestigd.
- Landhuis Ronde Klip, waar in 1979 de film Firepower werd opgenomen (in particulier bezit, niet vrij toegankelijk).
- Landhuis Rooi Catootje, een van de mooiste landhuizen van Curaçao, met Mongui Maduro Museum
- Landhuis San Juan, de enige van de vier oudste plantages die nog in particulier bezit is.
- Landhuis Santa Barbara, in particulier bezit, niet vrij toegankelijk
- Landhuis Savonet bij de ingang van het Christoffelpark, met het Savonet Museum.
- Landhuis Zeelandia, oorspronkelijk een zoutplantage
- Landhuis Zuikertuintje, nu een kantoorpand met erachter een winkelcentrum.

Een aantal landhuizen is inmiddels een ruïne geworden:
- Landhuis Choloma, ten zuid-westen van de Sint Jorisbaai.
- Landhuis Fuik, gelegen in de niet toegankelijke Oostpunt, het oostelijk deel van Curaçao.
- Landhuis Koraal Tabak, ten noorden van de Sint Jorisbaai.
- Landhuis Santa Catharina, in het noord-oosten.
- Landhuis Zevenbergen, in het Christoffelpark.
- Landhuis Zorgendal, ten zuid-westen van Hato Airport.
- Landhuis Zorgvliet, in het Christoffelpark, het meest bezochte landhuis van Curaçao.

## Afbeeldingen

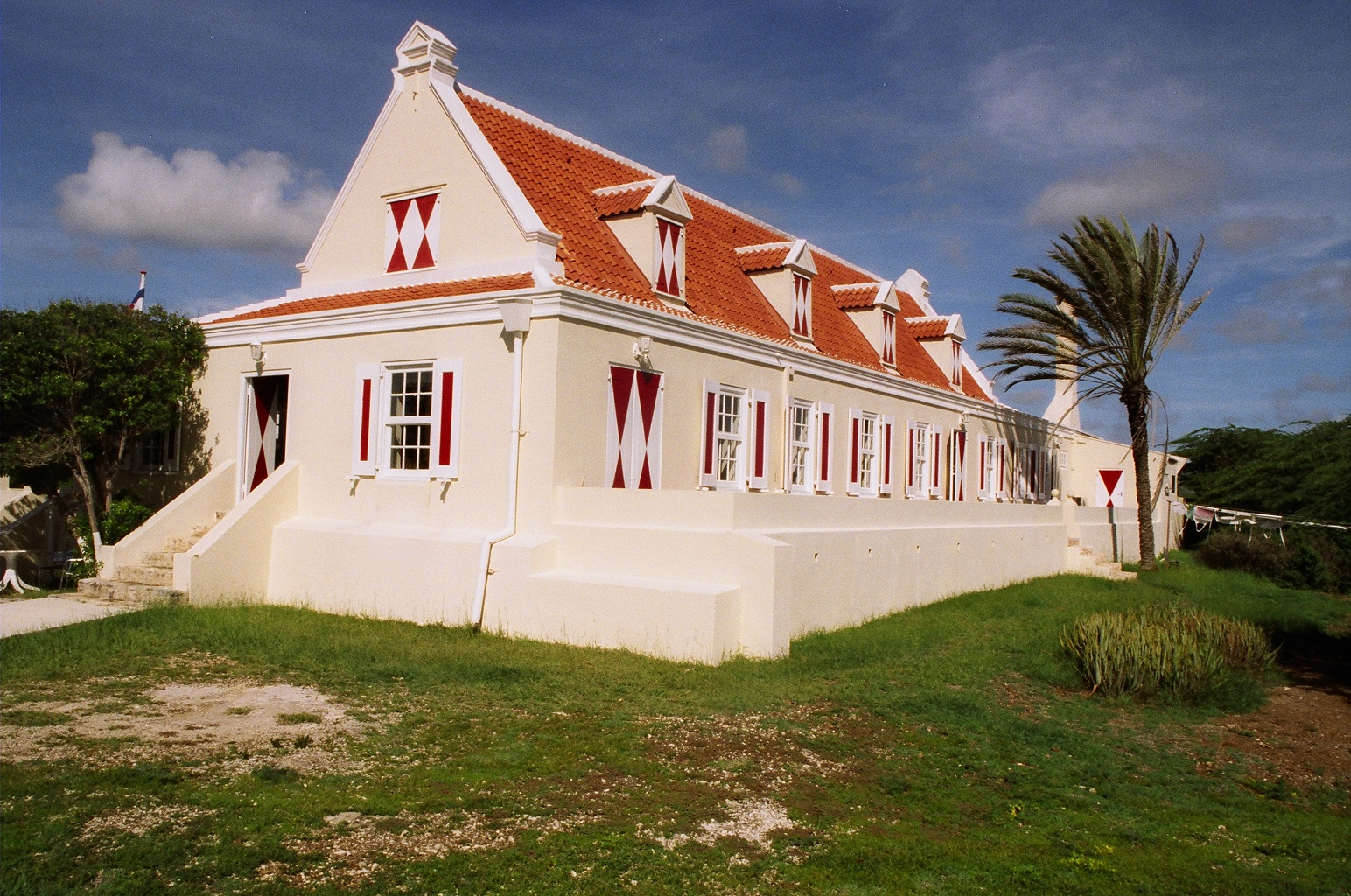
Landhuis Ascension
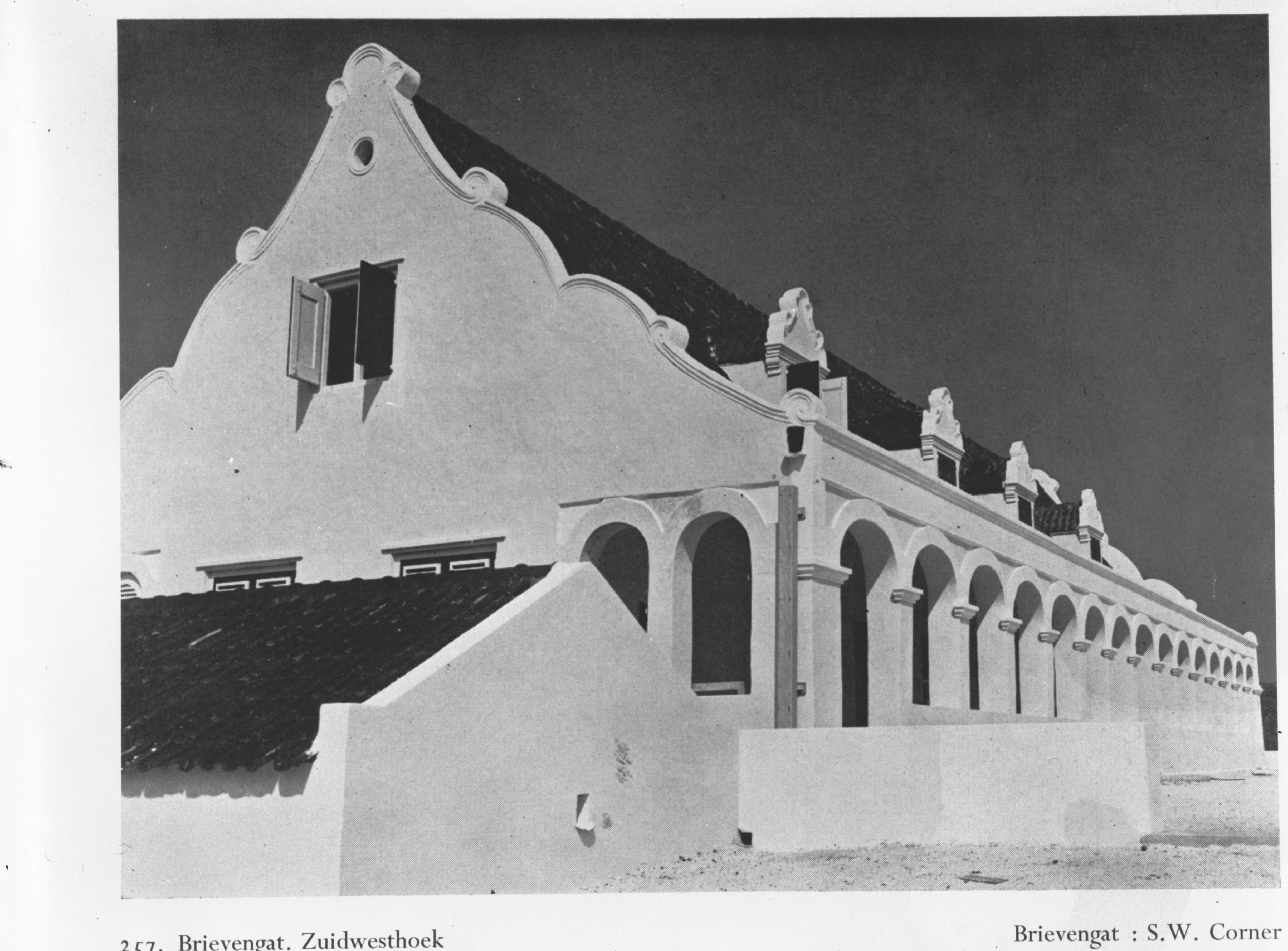
Landhuis Brievengat
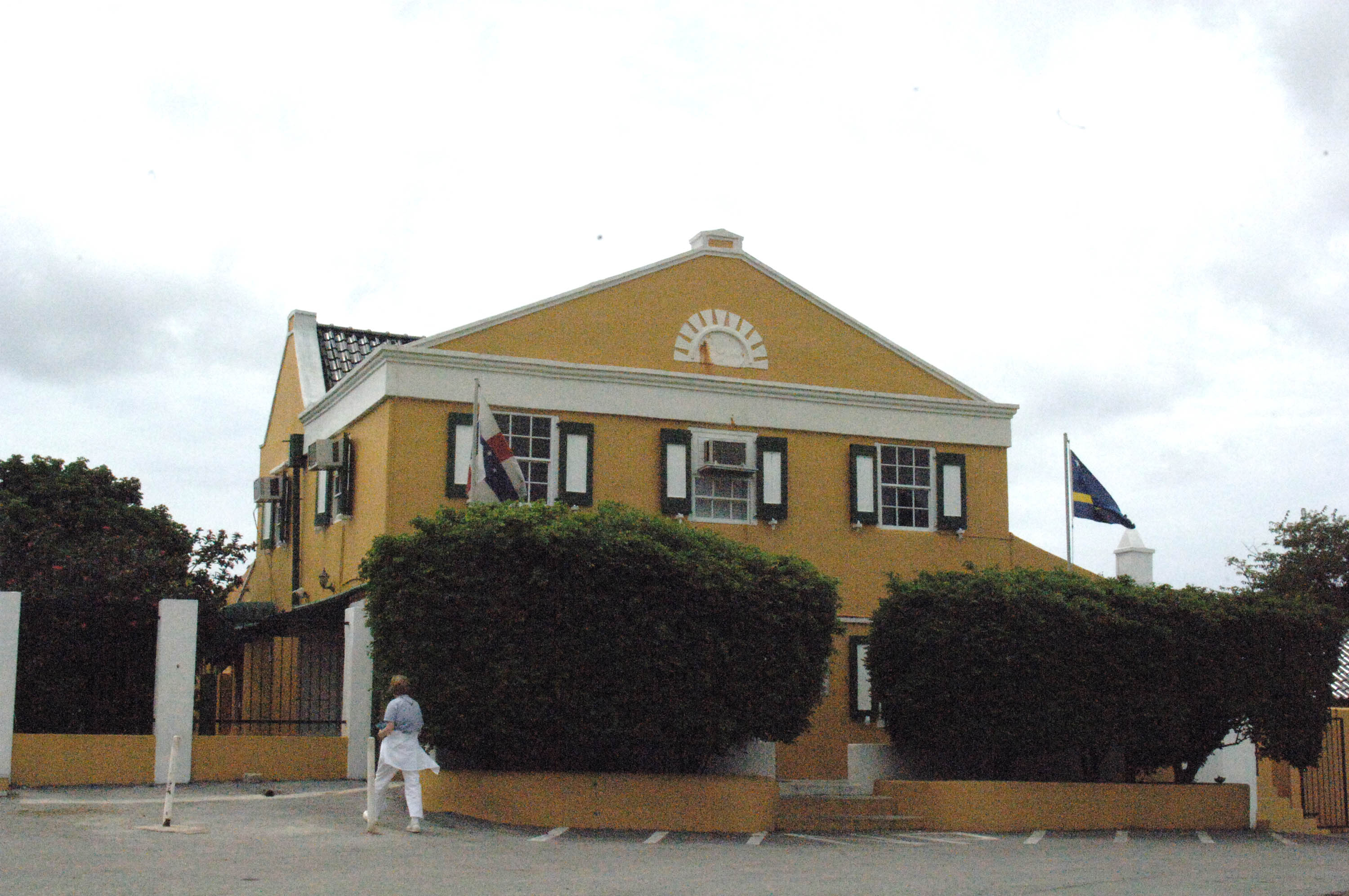
Landhuis Chobolobo
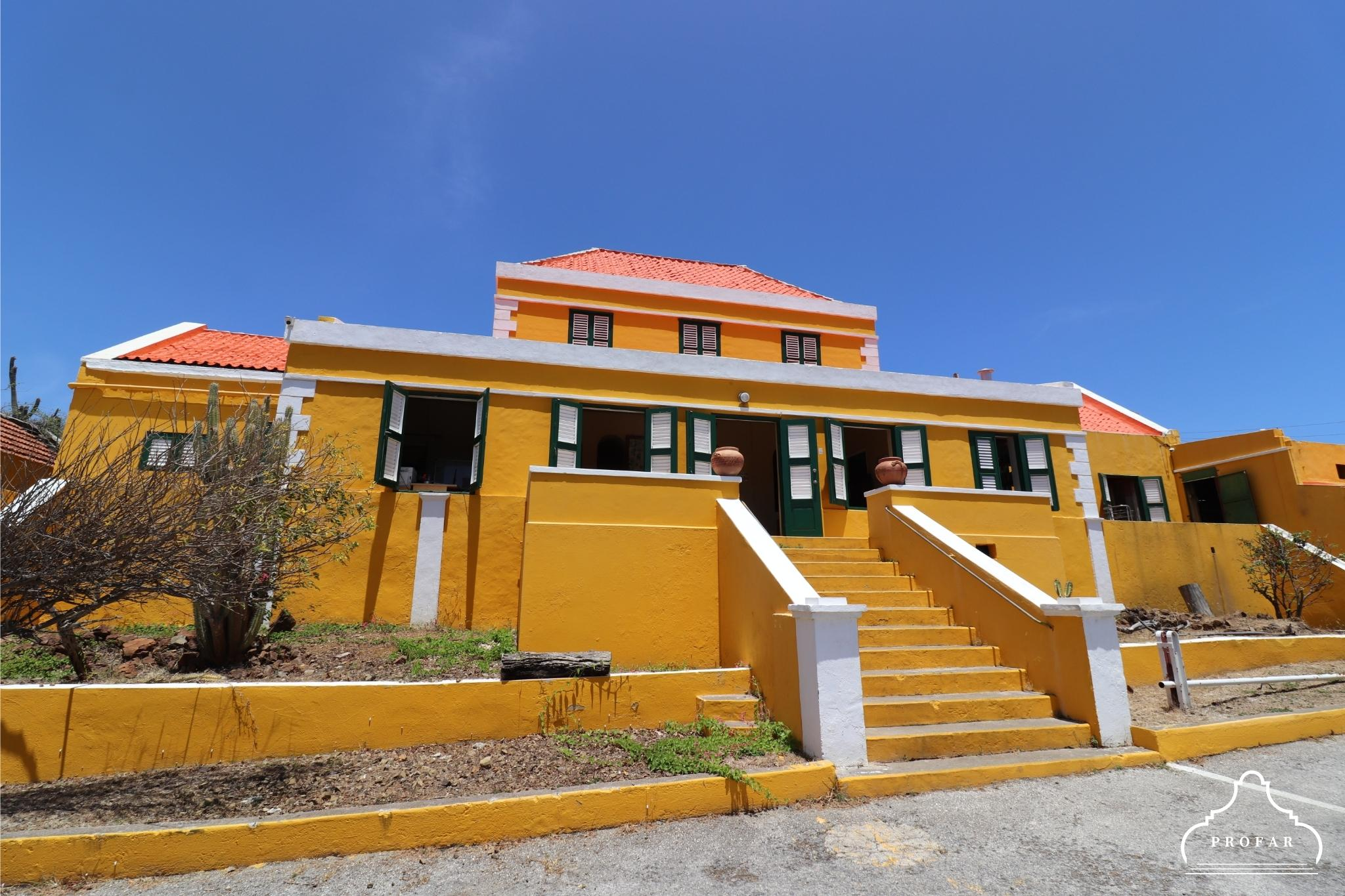
Landhuis Dokterstuin
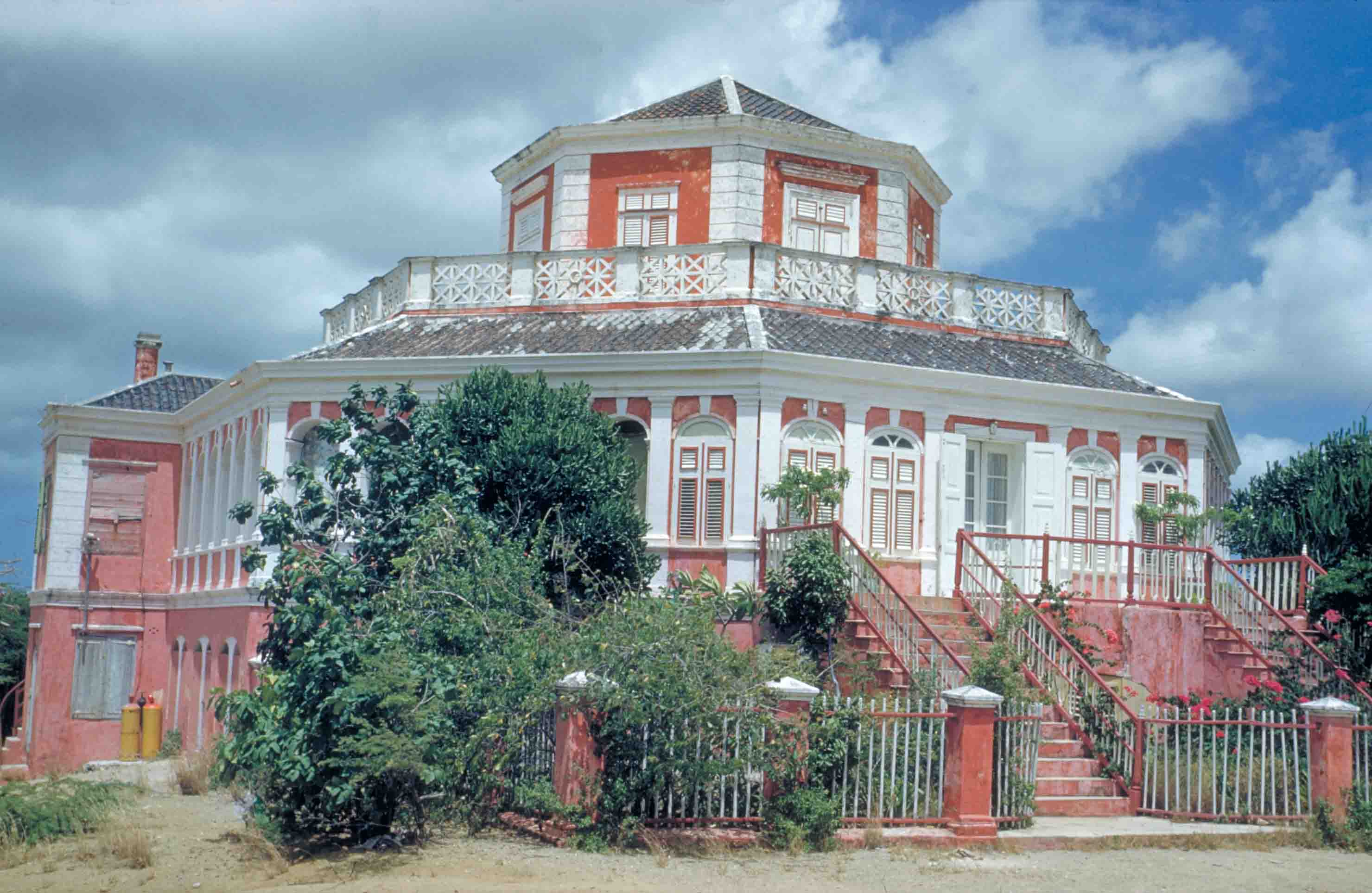
Landhuis Groot Davelaar
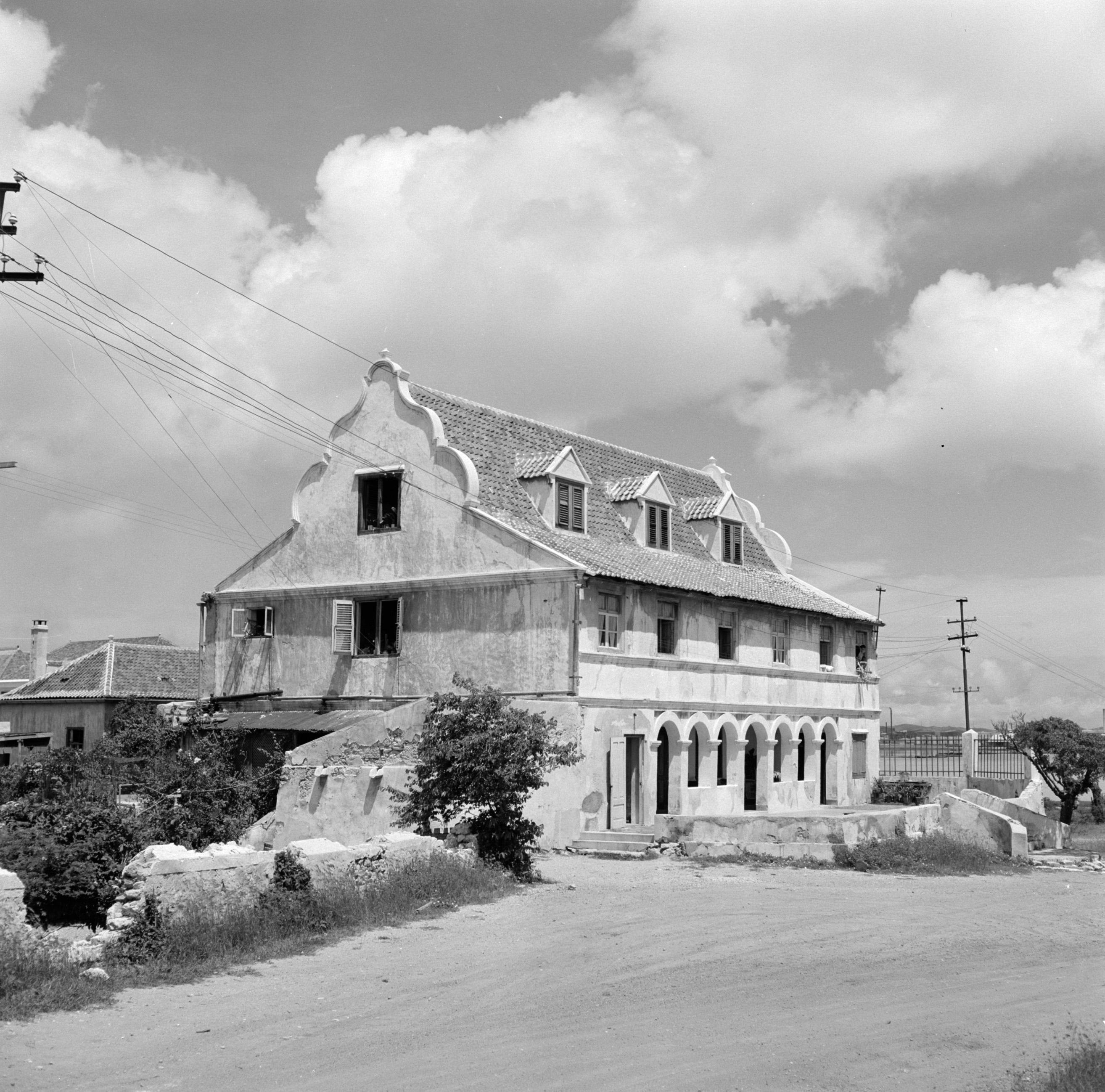
Landhuis Habaai
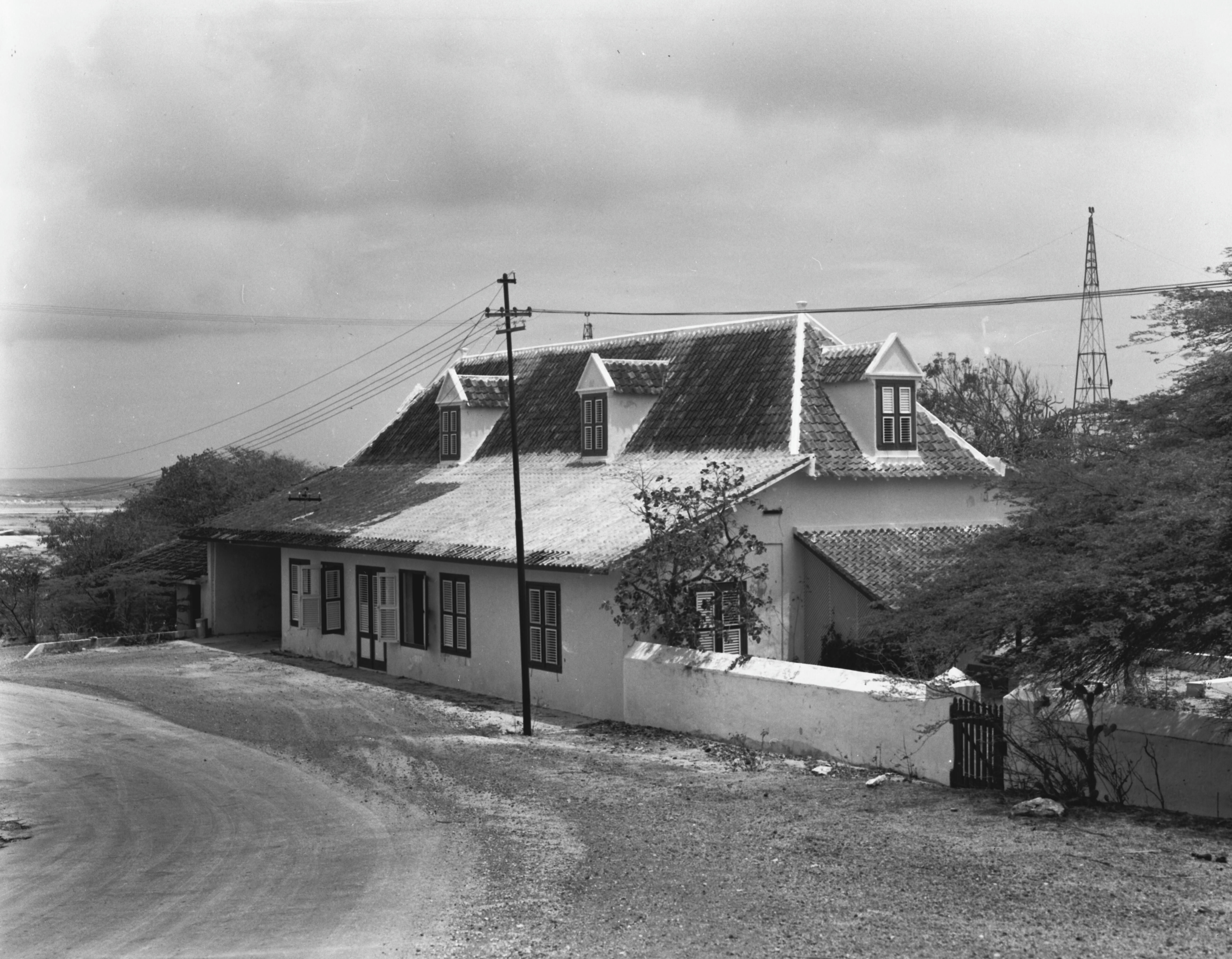
Landhuis Hato
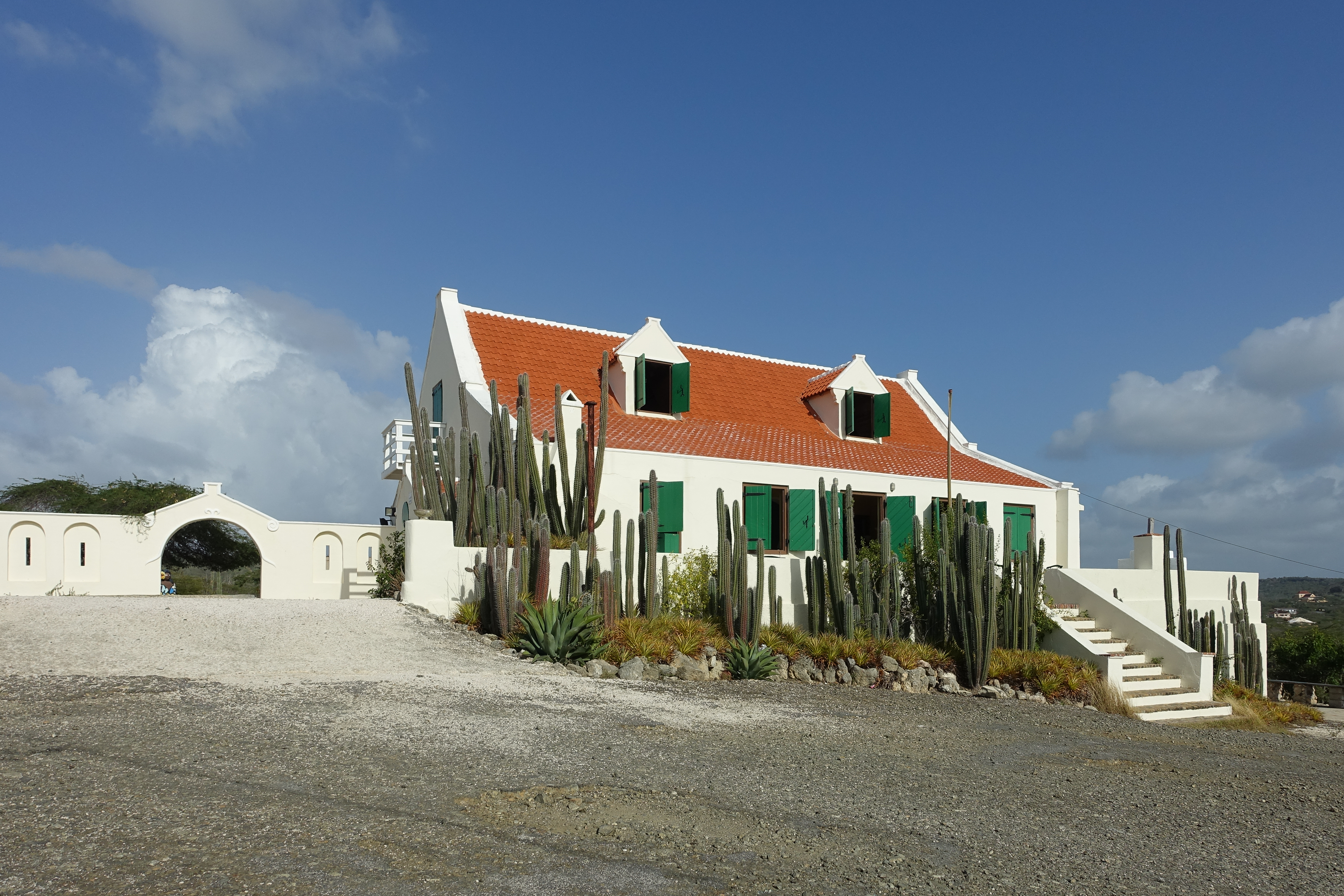
Landhuis Jan Kok
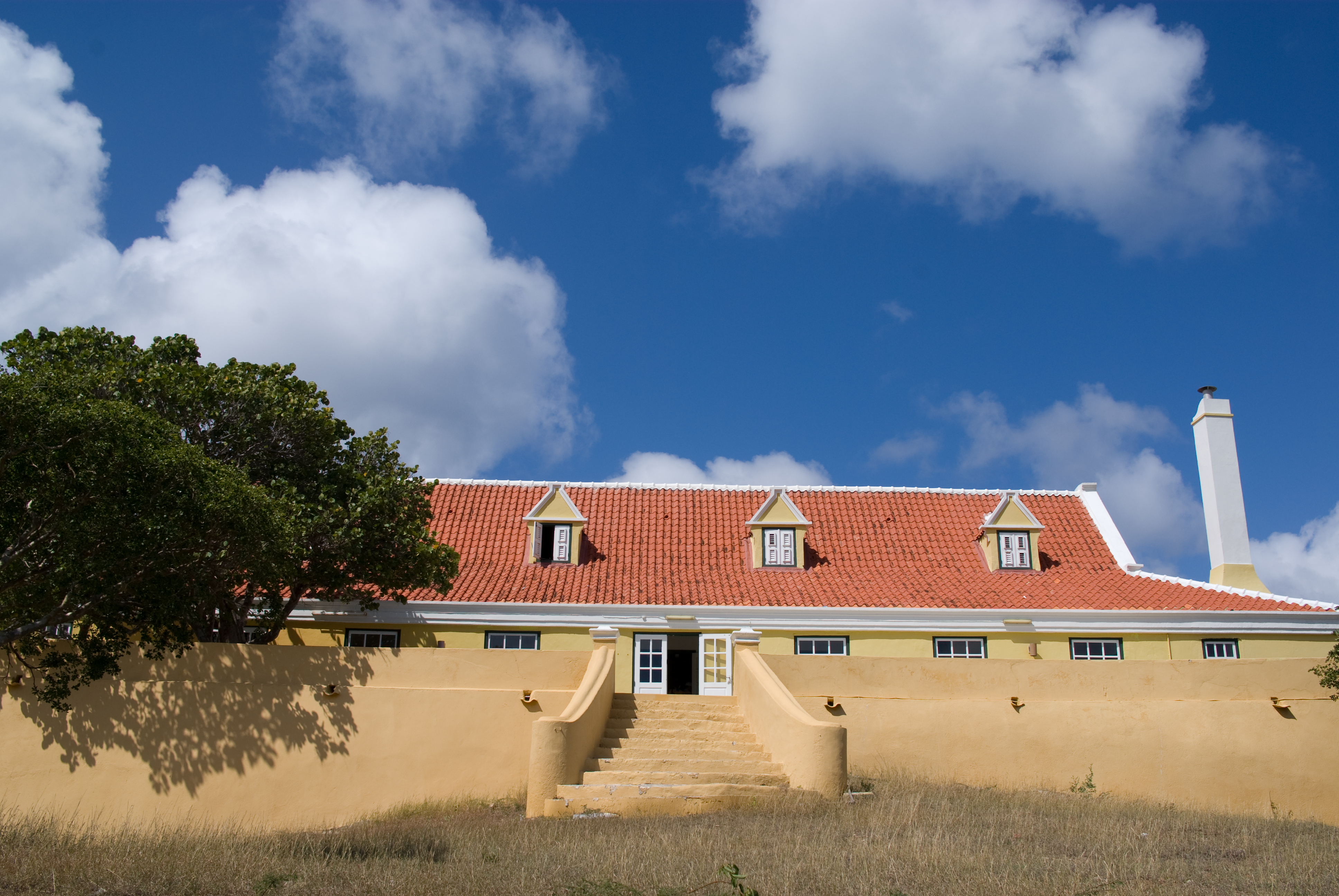
Landhuis Kenepa
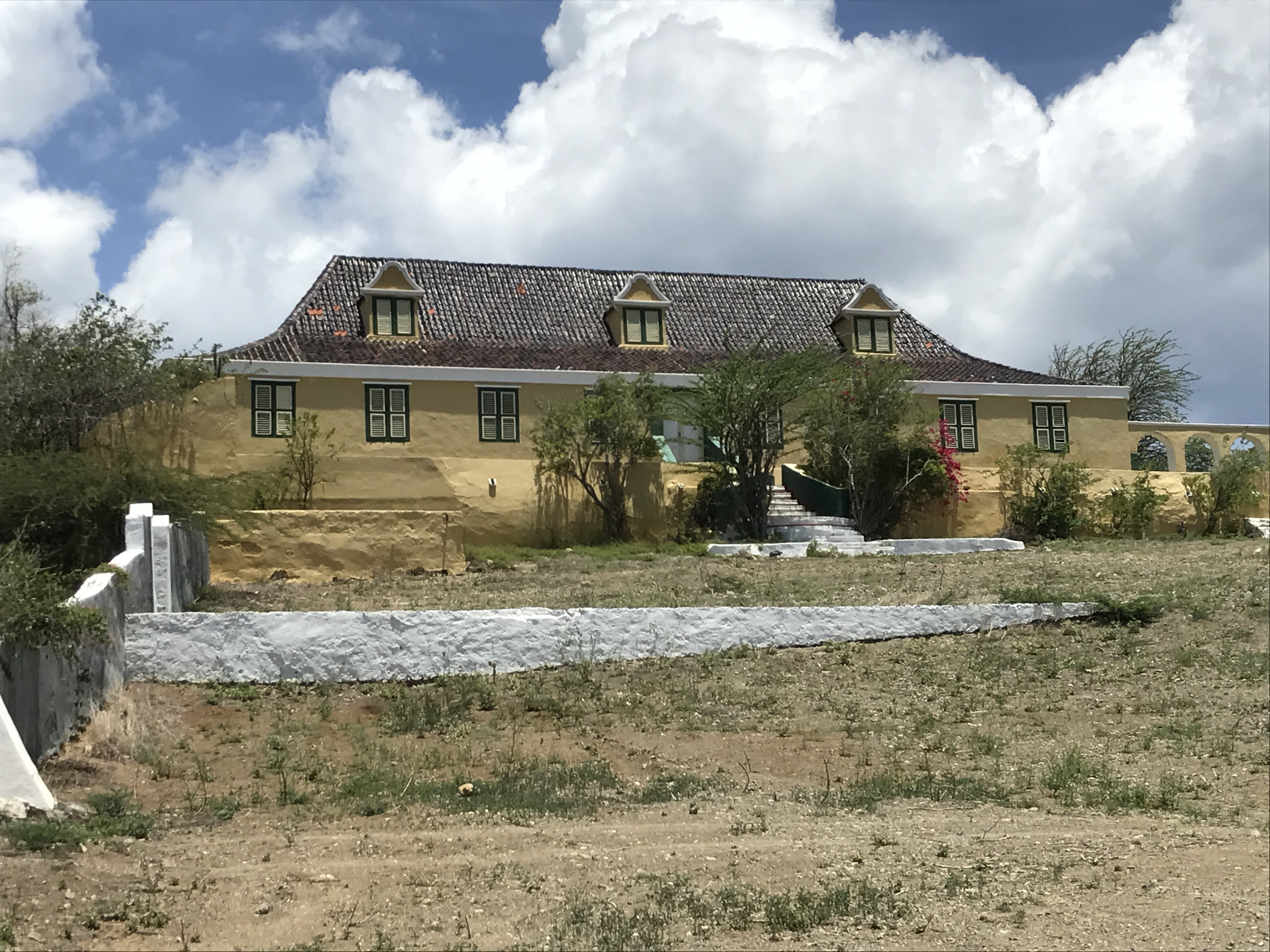
Landhuis San Juan
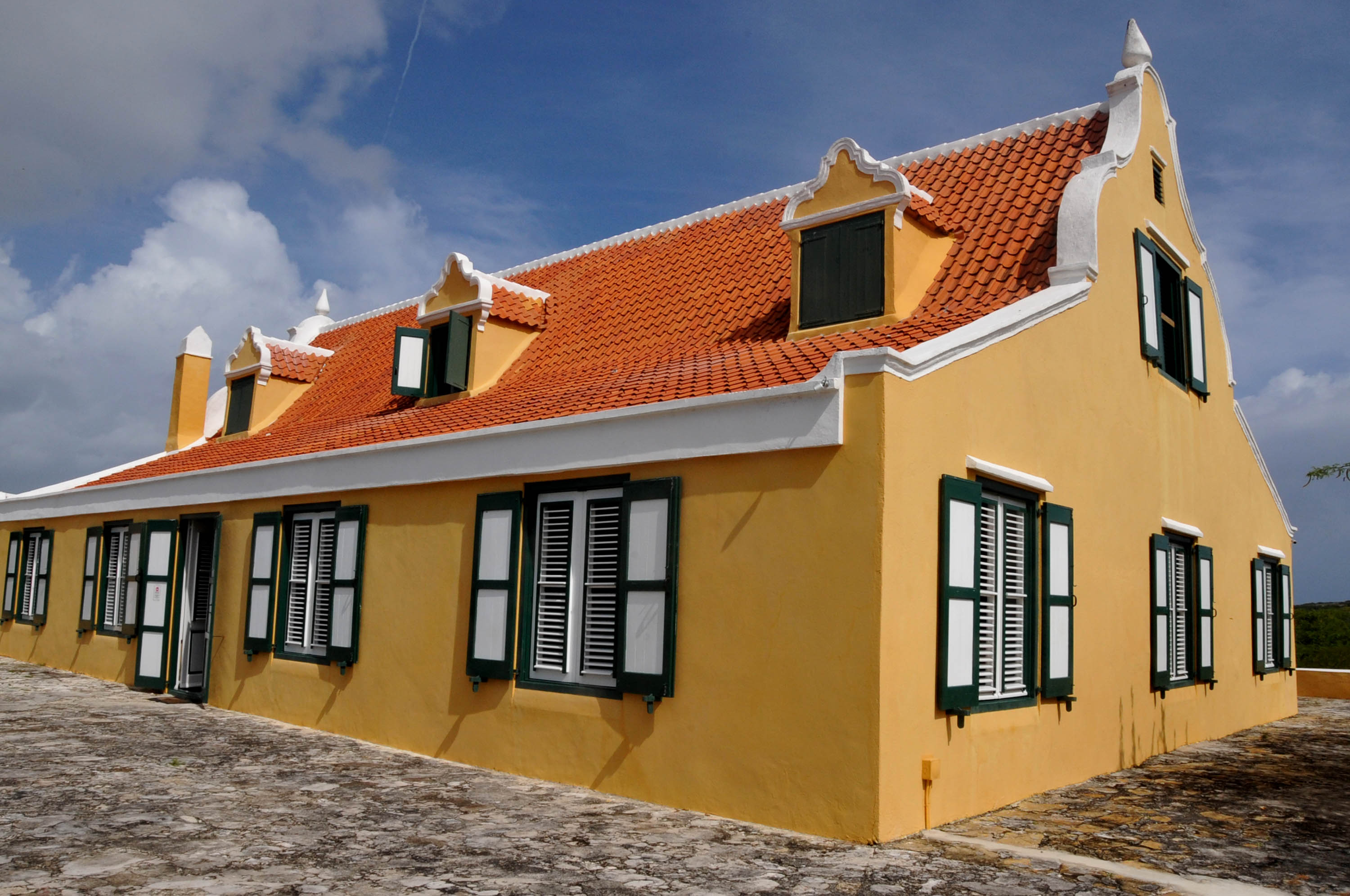
Landhuis Savonet
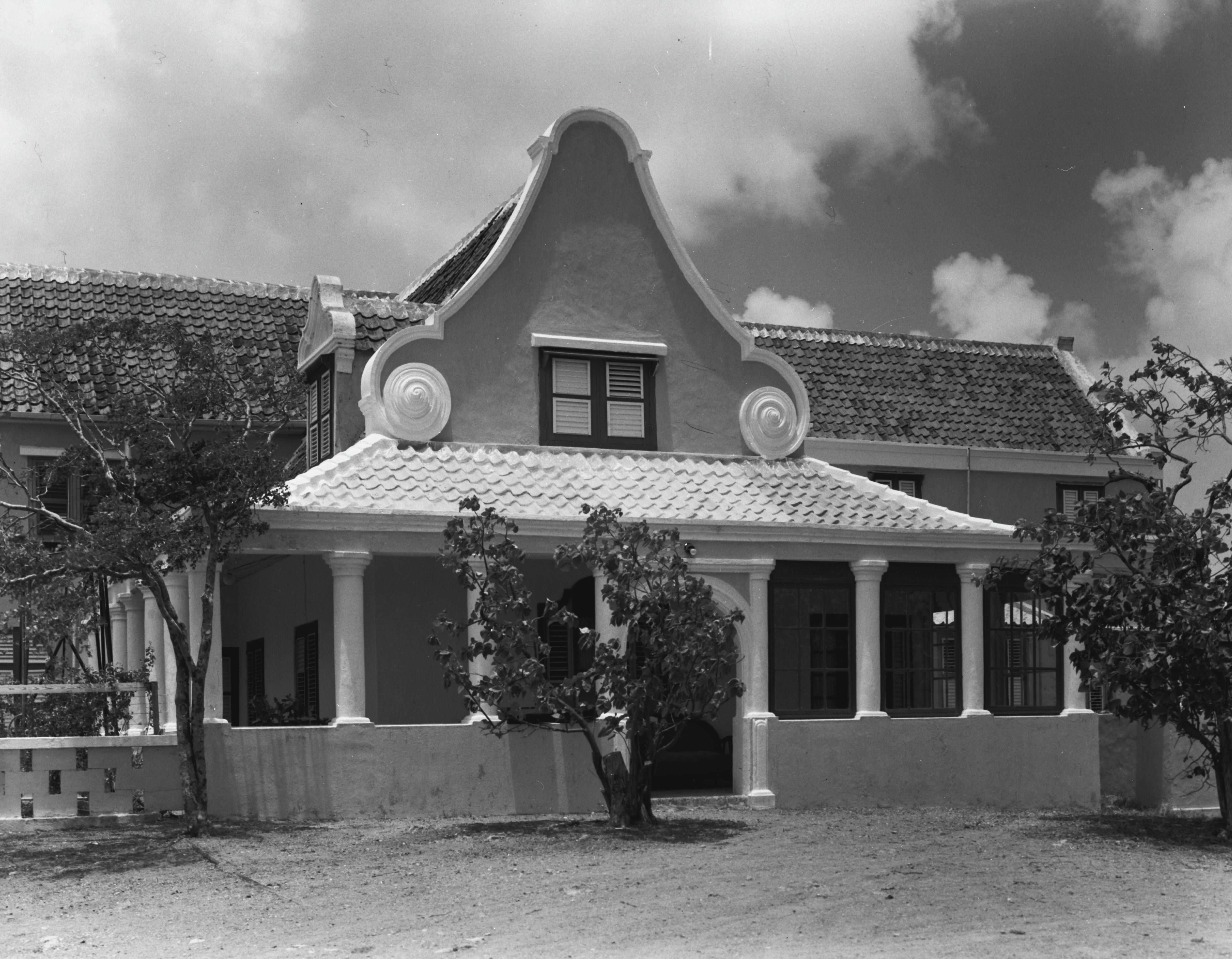
Landhuis Zeelandia